# دانشگاه نتردام (لبنان)
دانشگاه نتردام لویزه یا LDU (به عربی: جامعة سیدة اللویزة) یک دانشگاه مستقل، کاتولیک و غیرانتفاعی در زوک مصبح در لبنان است. این دانشگاه در همکاری با کالج دانشگاهی بیروت در سال ۱۹۷۸ تأسیس شد. در اوت ۱۹۸۷ وقتی رئیس جمهور لبنان طی حکمی حق فعالیت به عنوان یک دانشگاه مستقل را داد، نام دانشگاه به دانشگاه نتردام - لوییزه تغییر یافت. در حال حاضر LDU رتبه پنجم در لبنان و شصت و یکم در جهان عرب را بر اساس رده‌بندی وبومتریک دانشگاه‌های جهان دارا است.